# Paus Honorius III
Honorius III, geboren als Cencio Savelli (Rome, voor 1160 - aldaar, 18 maart 1227) was van 18 juli 1216 tot zijn dood paus als opvolger van Innocentius III.
Cencio Savelli stamde uit een adellijke familie. Hij was kanunnik geweest van de Santa Maria Maggiore en in pauselijke dienst getreden. In 1188 was hij camerlengo (camerarius) van paus Clemens III geworden. Als beloning voor zijn efficiënte bestuur ontving hij in 1193 de kardinaalshoed, met de Santi Giovanni e Paolo als titelkerk. Hij werd in 1197 belast met de opvoeding van de latere keizer Frederik II van Hohenstaufen. Twee dagen na de dood van Innocentius III werd hij te Perugia tot paus gekozen.
Het Vierde Lateraans Concilie had opgeroepen tot de Vijfde Kruistocht, die tussen 1217 en 1221 plaatsvond. Honorius wilde vooral Frederik II hierbij inschakelen, maar hoewel hij hem in 1220 tot keizer had gekroond, werkte Frederik niet mee aan dit plan. Honorius ondernam in 1218 een kruistocht in Spanje. Hij zette de bestrijding van katharen in Zuid-Frankrijk voort. 
Belangrijke beslissingen in Honorius' pontificaat waren de toewijzing van kardinaal Ugolino da Segni, de latere paus Gregorius IX, aan de franciscanen als beschermer van de orde; op 22 december 1216 erkenning van de orde van de dominicanen; begin 1217 goedkeuring van hun naam en opdracht tot prediking; in 1223 goedkeuring van de regel van de franciscanen; in 1226 goedkeuring van de regel van de karmelieten. 
Verder vaardigde hij op het gebied van het kerkelijk recht een eerste officiële decretalenverzameling (pauselijke vonnissen in briefvorm) uit na vier eerdere zogeheten compilationes. Zijn Compilatio quinta met daarin in hoofdzaak zijn eigen decretalen werd samengesteld door de jurist Tancredus. Honorius stuurde in 1226 dit kerkelijke wetboek meteen ook aan de universiteiten. 
Honorius III stierf op 18 maart 1227 en werd opgevolgd door Gregorius IX.
Cursief: tegenpaus